# Zahnäquator

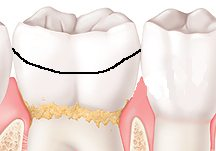
Der anatomische Zahnäquator verläuft von Kontaktpunkt zu Kontaktpunkt. Am Zahnhals sind Konkremente dargestellt. (Schematische Darstellung)

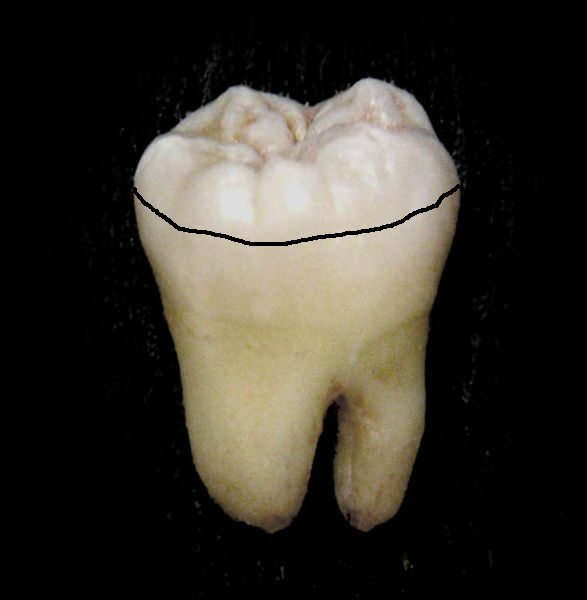
Anatomischer Zahnäquator

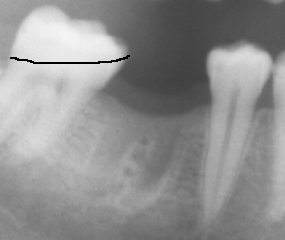
Prothetischer Zahnäquator. Nebenbefund: Die Knochenfächer des ersten Molaren sind nach der Zahnentfernung noch nicht gänzlich wieder verknöchert.

Der Zahnäquator ist der größte Umfang eines Zahnes im Bereich der Zahnkrone.
Man unterscheidet zwischen dem anatomischen Zahnäquator (das ist der größte Umfang einer Zahnkrone, bezogen auf die Zahnlängsachse) und dem prothetischen Zahnäquator (das ist der größte Umfang einer Zahnkrone, bezogen auf die Einschubrichtung einer Teilprothese).
Der anatomische Zahnäquator liegt (bei Unterkiefermolaren) etwa 2 mm oberhalb des Zahnfleischrandes (bei Oberkiefermolaren entsprechend etwa 2 mm unterhalb). Approximal berührt der Zahnäquator punktartig die Nachbarzähne (Kontaktpunkt).
Um eine gemeinsame Einschubrichtung für die Halteelemente einer Teilprothese zu bestimmen, kann der prothetische Zahnäquator bei Zahnkippungen erheblich vom anatomischen abweichen.
Zur Bestimmung des prothetischen Zahnäquators werden die Zähne mit einem Parallelometer exakt vermessen und der Zahnäquator angezeichnet. Der Bereich unterhalb des Zahnäquators wird als Infrawölbung, der oberhalb des Zahnäquators als Suprawölbung bezeichnet. Nur der Infrabereich der Zähne kann einer Prothese den nötigen Halt geben.